# Murcia trimaculata
Murcia trimaculata är en kvalsterart som beskrevs av Koch 1835. Murcia trimaculata ingår i släktet Murcia och familjen Ceratozetidae. Inga underarter finns listade i Catalogue of Life.